# Superammasso di Perseo-Pegaso B
Il Superammasso di Perseo-Pegaso B (SCl 215) è un superammasso di galassie situato prospetticamente nelle costellazioni di Perseo e Pegaso alla distanza di 121 milioni di parsec dalla Terra (circa 396 milioni di anni luce).
Fa parte di una struttura gerarchicamente superiore, il Filamento di Perseo-Pegaso.
È costituito dagli ammassi di galassie Abell 2634 e Abell 2666.
| Nome       | R.A. (J2000)  | Dec (J2000)  | Numero galassie | Redshift (z) | Distanza (milioni di anni luce) | Nomi alternativi                                     |
| ---------- | ------------- | ------------ | --------------- | ------------ | ------------------------------- | ---------------------------------------------------- |
| Abell 2634 | 23h 38m 25.7s | +27° 00′ 45″ | 125             | 0,031385     | 396                             | ClG 2335.8+2645, MCXC J2338.4+2700, RXC J2338.4+2659 |
| Abell 2666 | 23h 50m 56.2s | +27° 08′ 41″ | 49              | 0,026825     | 338                             | BAX 357.7343+27.1447                                 |